# دوسلدورف (منطقه)
دوسلدورف (منطقه) (به آلمانی: Düsseldorf (region)) یک رگیرونگسبتسیرک در آلمان است که در نوردراین-وستفالن واقع شده‌است.

## خصوصیات
دوسلدورف ۵٬۲۱۷٬۱۲۹ نفر جمعیت دارد.